# Last.fm
Last.fm è un sito web e social network a tema musicale, attivo fino al 2014 anche come web radio, lanciato nel 2002 dal Regno Unito ed emerso insieme al sito gemello Audioscrobbler, inglobato in Last.fm nel 2003.
Il sito si occupa di raccogliere statistiche musicali su un determinato utente attraverso la pratica dello "scrobbling", ossia l'analisi delle informazioni sugli ascolti di un utente sulle principali piattaforme musicali attraverso un apposito plugin, elaborando un profilo che rende disponibili raccomandazioni di nuovi brani, artisti o pubblicazioni così come permette di conoscere altri utenti con gusti musicali affini.
Il 30 maggio 2007 Last.fm Ltd. è stata acquistata da CBS Interactive (divenuta poi Paramount Streaming), inizialmente controllata da CBS Corporation, divenuta poi nota come Paramount Global.

## Panoramica
La caratteristica principale del sito è quella di costruire un profilo per ogni utente, gruppo, artista, album o canzoni che si vengono a creare. Le statistiche sono aggiornate in tempo reale: in particolare, il sito prevede statistiche di artisti e tracce più ascoltate dell'ultima settimana, degli ultimi tre mesi, sei mesi, dodici mesi o dal momento della registrazione.
Nell'aggiornamento di agosto 2005 sono state aggiunte nuove funzionalità: una radio in streaming personalizzabile, uno spazio wiki in ogni pagina dell'artista per scriverne la biografia, la possibilità di creare gruppi di utenti che condividono le stesse passioni, gli stessi gusti ecc.
Etichette discografiche e artisti sono incoraggiati a promuovere la loro musica su Last.fm, perché verrà proposta agli utenti che hanno espresso preferenze simili, grazie al suo sistema di filtri e raccomandazioni. Last.fm ha una collezione di 100.000 canzoni. Come in molti altri siti musicali, sono disponibili demo di 30 secondi per ogni brano: l'obiettivo è quello di riprodurre quella musica, in forma completa, mentre gli utenti ascoltano stazioni radio appropriate. Per gli abbonati sono disponibili anche playlist e "tag radio". Le playlist permettono di selezionare elenchi di canzoni da ascoltare, senza limiti temporali, nell'ordine stabilito. Il funzionamento delle tag radio si basa invece sulle "etichette" che l'utente ha assegnato ad artisti, album o specifiche canzoni.

## Storia
Audioscrobbler fu creato da Richard Jones (detto "RJ") quand'era ancora uno studente d'Informatica presso l'Università di Southampton. RJ sviluppò i primi plugin e aprì un'API per la comunità, riuscendo a supportare la maggior parte dei lettori musicali di diversi sistemi operativi. Il progetto originale di Audioscrobbler si limitava ad annotare quali brani gli utenti iscritti riproducevano nei rispettivi computer, per poi creare classifiche e filtri collaborativi.
Last.fm fu fondato nel 2002 da Felix Miller, Martin Stiksel, Michael Breidenbruecker e Thomas Willomitzer, che ebbero l'idea di un sito che combinasse il concetto di stazione radio su internet e quello di un network di utenti accomunati dalla passione per la musica: gli utenti potevano creare profili musicali in base alle proprie preferenze che generavano playlist dinamiche, anche grazie ai bottoni "love" e "ban" che permettevano di effettuare una scelta personalizzata dei brani. Last.fm vinse il premio Europrix nel 2002 e fu nominato per il Prix Ars Electronica nel 2003.
I team di Audioscrobbler e Last.fm iniziarono presto a collaborare e si trasferirono nello stesso ufficio di Whitechapel (Londra), finché nel 2003 la funzione di Audioscrobbler fu integrata nel portale Last.fm: a questo stadio, i due siti avevano in comune anche parte dei forum, ma la fusione definitiva avvenne nell'agosto del 2005, quando il dominio audioscrobbler.com fu integrato nel nuovo sito di Last.fm, mentre il sito audioscrobbler.net rimase una pagina dedicata allo sviluppo del software.
Il 14 luglio del 2006, fu svelato un aggiornamento del sito che consisteva in un nuovo programma per la riproduzione via streaming su Last.fm dei brani ascoltati su altri player musicali. Altri cambiamenti comprendevano il miglioramento del sistema dell'aggiunta di amici (che adesso richiede la conferma dell'altro utente), la Dashboard che dà accesso a tutte le informazioni del profilo di un utente, come lo stato real-time dei propri amici, gli articoli recenti, le canzoni raccomandate e le discussioni dei forum. Ulteriori modifiche comprendevano opzioni aggiuntive per l'acquisto di musica online e un nuovo design per il sito (compresa l'opzione del nero come colore base).
Nel luglio del 2006 fu aperta la versione giapponese del sito, accessibile a tutti gli utenti sul fondo della pagina. Nel dicembre 2006, è stata aperta la versione internazionale, che presenta il sito tradotto in nove lingue: italiano, francese, spagnolo, portoghese, tedesco, polacco, russo, cinese e turco.
Il 24 marzo 2009 il blog ufficiale di Last.fm annunciò che a partire dal 30 marzo 2009 l'ascolto dei brani musicali sarebbe stato soggetto al pagamento di 3€ al mese, con un periodo di prova di 30 brani. Da questo cambiamento sono esclusi gli ascoltatori del Regno Unito, degli Stati Uniti d'America e della Germania. Questo cambiamento è diventato operativo il 22 aprile 2009.

## Funzioni

### Profilo
Ci sono due modi in cui un utente di Last.fm può personalizzare il proprio profilo: riproducendo i propri file musicali sul suo computer, la quale sequenza viene registrata dai plugin di Audioscrobbler, o ascoltando le stazioni radio di Last.fm su internet. I brani riprodotti vengono aggiunti ai log, in base ai quali vengono calcolate le classifiche degli artisti e delle tracce e le raccomandazioni musicali: questa annotazione automatica dei brani si chiama "scrobbling". Le pagine degli utenti mostrano anche i "brani appena ascoltati", che sono disponibili anche via web services, permettendo agli utenti di integrarli come propria firma nei blog o nei forum. La funzione più usata dalla comunità Last.fm è la formazione di gruppi di utenti che hanno qualcosa in comune. Last.fm genera per il gruppo un profilo simile a quello dei suoi membri e visualizza una serie di dati e classifiche relativi alle preferenze generali del gruppo.

### Consigli
Una delle funzioni più recenti di Last.fm è quella dei consigli personali. Nell'apposita pagina sono elencati i "vicini", la musica consigliata all'utente e ai suoi gruppi e gli articoli scritti dagli utenti. C'è anche una "stazione radio consigliata" che riproduce musica scelta in base a quella che l'utente ha ascoltato nell'ultima settimana. Nei profili degli utenti viene visualizzato anche un "gustometro" che esprime il loro grado di compatibilità con il visitatore. Le raccomandazioni sono calcolate usando algoritmi di collaborative filtering o filtraggio collaborativo, sicché agli utenti vengono proposti anche artisti che non appaiono sui loro profili, ma fanno parte delle preferenze degli utenti con gusti musicali simili. Last.fm permette anche di raccomandare manualmente specifici artisti, brani o album ad altri utenti.

### Tag
Dal momento dell'apertura del sito nell'agosto del 2005, Last.fm supporta i tag degli utenti, che creano una "folksonomia" della musica. Gli utenti possono ascoltare le stazioni radio delle tag e le canzoni a cui sono state attribuite un certo tipo di tag. Queste classificazioni possono essere sia per genere (garage rock), stato d'animo (chill), caratteristiche dell'artista (baritono) o secondo definizioni personalizzate (singers Sarah would like).

### Eventi
Con l'aggiornamento dell'ottobre 2006, è stata aggiunta la sezione degli eventi, che segnala agli utenti le esibizioni e i concerti dei gruppi ai quali potrebbero essere interessati.

### Classifiche
Last.fm genera automaticamente diverse classifiche che entrano a far parte del profilo personale dell'utente: sono disponibili le classifiche generali e quelle settimanali degli artisti e dei brani più ascoltati. Anche le pagine dei gruppi presentano delle classifiche, che sono calcolate in base ai gusti dei membri secondo dei criteri arbitrari (fan di un artista, fan di diversi artisti simili, fan di un determinato genere musicale, fan provenienti da specifiche aree geografiche, persone che utilizzano un determinato software o sistema operativo). Le classifiche dei gruppi forniscono informazioni sulle preferenze musicali di una fetta demografica dell'utenza e possono essere una preziosa fonte di consigli musicali per utenti che hanno un background geografico o culturale in comune. I profili degli artisti presentano una lista dei "Principali ascoltatori", che viene calcolata tenendo conto dell'"importanza" di quell'artista nel profilo di ciascun ascoltatore. Su Last.fm c'è anche una classifica settimanale degli artisti più ascoltati dalla comunità degli utenti del sito: questa classifica è diversa da quelle tradizionali perché si basa sui dati di ascolto dei brani o degli album da parte degli utenti, piuttosto che sulle vendite degli stessi o sul loro passaggio nelle radio commerciali. Per questo motivo, le classifiche di Last.fm non sono legate al momento particolare della pubblicazione di un album, ma riflettono la popolarità dei gruppi e dei brani nel tempo: per esempio, i Beatles sono sempre stati tra i cinque gruppi più ascoltati su Last.fm, nonostante la diminuzione delle vendite delle loro opere.

### Le stazioni radio di Last.fm
La funzione più conosciuta di Last.fm è la creazione di stazioni radio personalizzate, che possono essere basate sul profilo personale di ciascun utente, sulle preferenze musicali dei "vicini musicali" dello stesso o sulla lista dei brani per cui l'utente ha espresso la propria preferenza. I gruppi creati intorno a interessi o provenienza geografica comune possono avere la propria stazione radio se hanno abbastanza membri, e le stazioni radio dei tag possono essere riprodotte se esiste un contenuto sufficiente di brani a cui è stato aggiunto lo stesso tag (o diversi tag, nel caso delle stazioni a tag multipli). Anche le pagine degli artisti presentano una selezione di stazioni radio: quella degli artisti simili e quella dei fan.

## Audioscrobbler
Last.fm può costruire il profilo personale degli utenti anche basandosi sui dati di scrobbling che vengono generati quando un utente ascolta musica sul proprio computer. Gli utenti devono scaricare e installare un plugin per i loro lettori musicali, il quale invierà automaticamente al server il nome dell'artista e il titolo del brano dopo che la metà o i primi quattro minuti della canzone sono stati riprodotti. Quando le tracce durano meno di trenta secondi o non possiedono i metadata corretti (ID3 tag, CDDB, ecc), non possono essere inviate al server. Questa funzione è disponibile solo per utenti che possiedono una connessione a Internet: quando un utente non è in linea, Last.fm memorizza i dati nella cache, per poi inviarli in un secondo momento, quando la connessione al server sarà stata stabilita.

### Lista dei lettori musicali supportati
I seguenti lettori possono essere utilizzati per l'invio dei dati al server Last.fm:
- AlbumPlayer
- Amarok
- aTunes
- Audacious
- Banshee
- BMPx
- Clementine
- Cog
- Exaile
- Helium Music Manager
- Herrie
- Floola
- Listen
- MediaPortal
- MP3Toys
- Musicbee
- Rhythmbox
- Songbird
- Spotify
- VLC media player
- VUPlayer
- XBoxMediaCenter (XBMC)
- YamiPod

I plugin sono scaricabili per le seguenti applicazioni:
- AmigaAMP
- Beep Media Player
- Canola
- foobar2000
- gmusicbrowser (plugin non ufficiale)
- LAUNCHcast
- iTunes
- MediaMonkey (usando il plugin di Winamp)
- J. River Media Center
- MPD (plugin non ufficiale)
- Muine (plugin non ufficiale)
- musikCube (plugin beta non ufficiale)
- Noatun
- Quintessential Player/QCD
- Quod Libet
- Pandora Internet Radio (attraverso LastFM Firefox Extension o PandoraFM)
- Rhythmbox
- Songbird (software)
- SlimServer
- Winamp
- Windows Media Player
- XMMS
- XMPlay
- Yahoo Music Engine